# 翅枝醉鱼草
翅枝醉鱼草（学名：Buddleja alata）是玄参科醉鱼草属的植物，为中国的特有植物。分布于中国大陆的四川等地，生长于海拔1,300米至3,000米的地区，常生于山谷或山坡灌木丛中，目前尚未由人工引种栽培。